# 三塚町
三塚町（みつづかちょう）は、岐阜県大垣市の地名。丁番を持たない単独町名である。

## 地理
大垣市東部に位置する。町域の北部は貝曽根町に接する。南部は緑園と鶴見町に接する。西部は新規川を境に、林町や藤江町、千鳥町に接し、東部は加賀野、今宿と接する。町内の中央を東西に東海道線、樽見鉄道が通過している。線路をはさんで、北部は主に田園地帯となっており、南部は主に住宅地が占めている。

## 歴史

### 地名の由来
地名の由来は、三つの塚があったことに由来する。

### 沿革
- 鎌倉時代後期　大井荘文書に「三津賀」とある。
- 1445年 (文安2年) 大井荘文書に「ミツゝカ」とある。
- 1613年 (慶長18年) 慶長郷帳に「三塚村」とある。
- 1897年 (明治30年) 隣村合併で三城村大字三塚となる。
- 1952年 (昭和27年) 大垣市に合併し三塚町となる。

## 世帯数と人口
2018年（平成30年）10月31日現在の世帯数と人口は以下の通りである。
| 町丁   | 世帯数  | 人口    |
| ------ | ------- | ------- |
| 三塚町 | 626世帯 | 1,498人 |

## 小・中学校の学区
市立小・中学校に通う場合、学区は以下の通りとなる。
| 番・番地等 | 小学校           | 中学校           |
| ---------- | ---------------- | ---------------- |
| 全域       | 大垣市立東小学校 | 大垣市立東中学校 |

## 交通

### バス
- 名阪近鉄バス

### 道路
- 東公園通り
- ふうのき通り

## 施設
- イオンタウン大垣
- コロナワールド大垣
- 大垣市立東小学校
- 大垣市立東中学校

## その他

### 日本郵便
- 郵便番号 : 503-0808[2]（集配局：大垣郵便局[5]）。